# Каменний Ручєй
Кам'яний Ручей (також Монго́хто) — авіабаза на Далекому Сході Росії. Знаходиться за 29 км на північ від міста Совєтська Гавань. Є одною з двох баз російських протичовнових літаків Ту-142 (інша — Федотово). Гарнізон авіабази проживає у селищі Монгохто.
Тут дислокується протичовнова ескадрилья скороченого складу оснащена літаками Ту-142М3; а також літаками-ретрансляторами Ту-142МР, які використовуються для зв'язку з підводними човнами. Ескадрилья відноситься до 7062-ї авіаційної бази ТФ, розташованої на авіабазі Ніколаєвка.

## Історія

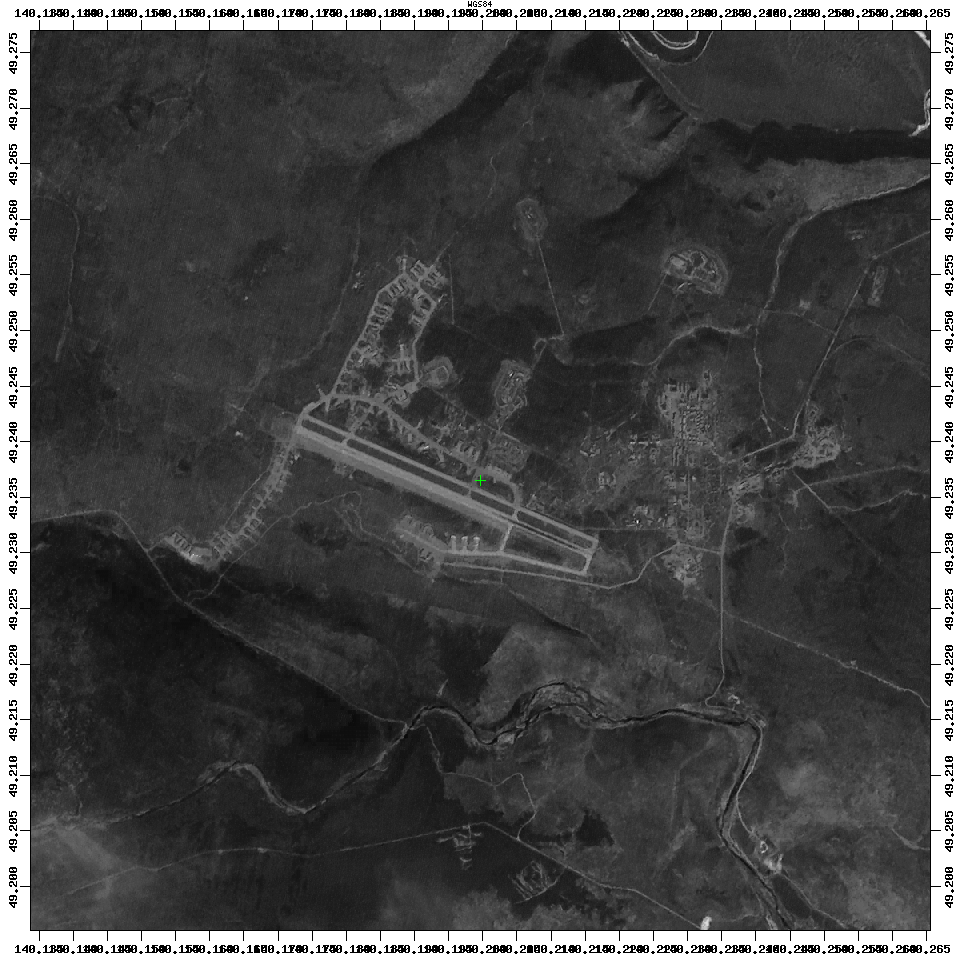
Історичний фотознімок червня 1987. Джерело: NGA Geoengine.

У 1935-37 роках на місці сучасної авіабази був побудований ґрунтовий посадковий майданчик «рос. Каменный Ручей» (названо по назві протікаючої недалеко річки).
Авіабаза як капітальна споруда почала будуватись в 1947. А в 1953 сюди на постійну дислокацію переведено 692-гу змішану авіадивізію ВМФ, пізніше перейменовану в 143-ю МТАД, потім в 143-ю МРАД. У складі дивізії були два полки: 55-й авіаційний полк пікіруючих бомбардувальників, в/ч 90724 (перейменований далі в 568-й МТАП) і 64-й далекобомбардувальний авіаційний полк в/ч 09694 (перейменований в 57-ий). На озброєнні полків 692-ї авіадивізії були літаки Пе-2, Ту-2, Ла-11, МіГ-15.
1970-і роки були часом розквіту авіабазу, вона була однією з найбільших на Радянському Далекому Сході, тут знаходилось 8 000 осіб обслуги.
Аеродром також був базою для авіації Військ ППО, тут базувався 308-й полк авіаперехоплювачів (комплектувався МіГ-23)
310-й окремий протичовновий авіаполк великої дальності (Ту-142) був сформований в 1978. А у 2002 шляхом зливання 568-го Гв МРАП та 310-го ОПЧАП сформовано 568-й гвардійський окремий змішаний авіаполк (літаки Ту-142М3, Ту-142МР, Ту-22М3, Ан-26, вертольоти Ка-27ПС, Мі-8Т).
На початку 2010 року частини гарнізону переформовані на 7061-шу гвардійську авіабазу Тихоокеанського флоту Росії.

## Катастрофи та інциденти
6 листопада 2009 протичовновий літак Ту-142МЗ, № 55 з 568-го окремого змішаного авіаційного полку Тихоокеанського флоту під час виконання тренувального польоту впав над акваторією Татарської протоки в північній частині Японського моря. Через 3 дні уламки літака було знайдено в Татарській протоці. Загинули всі 11 членів екіпажу, що знаходилися на його борту.